# Mesoleptus onerosus
Mesoleptus onerosus là một loài tò vò trong họ Ichneumonidae.